# Osmia tokopahensis
Osmia tokopahensis är en biart som beskrevs av Michener 1936. Osmia tokopahensis ingår i släktet murarbin, och familjen buksamlarbin. Inga underarter finns listade i Catalogue of Life.